# Буссе, Вильгельм
Вильге́льм Бу́ссе (Буссэ; нем. Wilhelm Bousset; 1865—1920) — немецкий лютеранский теолог и библеист; исследователь истории христианства и религиозного синкретизма, профессор Гёттингенского и Гиссенского университетов. Один из самых радикальных представителей протестантской историографии. Один из авторов Encyclopaedia Biblica.

## Биография
Начал учёбу в Эрлангенском университете, где подружился на всю жизнь с будущим теологом и философом Эрнстом Трёльчом. Затем обучался в Лейпцигском университете у Адольфа фон Гарнака, позднее — в Гёттингенском университете.
С 1890 года преподавал в Гёттингенском университете, а с 1916 года — в Гиссенском университете.
Одним из первых обратил главное внимание на изучение той сложной обстановки религиозного синкретизма, на фоне которой слагалось христианство. В этом отношении особенно важны его исследования о гнозисе, одной из наиболее характерных синкретических форм («Hauptprobleme der Gnosis», Göttingen, 1907), и иудейской религии в её поздней, пропитанной чуждыми влияниями, форме («Die Religion des Judentums im neutestamentlichen Zeitalter», 1903, — посмертное издание, переработанное Грессманом, вышло в 1926).
Буссе особенно интересовала апокалиптика, которой посвящены его работы: «Der Antichrist» (1895) и несколько раз переиздававшееся большое исследование об «Откровении Иоанна» («Die Offenbarung Johannis»; 1896)
В работе «Господь Иисус» («Kyrios Christos»; 1913; второе изд. 1921) дал смелый очерк истории ранней христианской догматики, вызвавший оживлённую полемику со стороны консервативных критиков